# آرالیوئن، نیوساوت ولز
آرالیوئن (به انگلیسی: Araluen) یک شهرک در استرالیا است که در نیو ساوت ولز  واقع شده‌است.